# Where I'm Headed
Where I'm Headed is een nummer van de Noorse zangeres Lene Marlin uit 2000. Het is de derde en laatste single van haar debuutalbum Playing My Game.
Als opvolger van de hit "Sitting Down Here" werd ook "Where I'm Headed" in een aantal Europese landen een hit, maar in Marlins thuisland Noorwegen wist het nummer echter geen hitlijsten te bereiken. Ook in Nederland werden geen hitlijsten behaald, maar in Vlaanderen haalde het nummer de 7e positie in de Tipparade. Het meeste succes had het nummer in Frankrijk, Italië en Finland.